# 5 км (зупинний пункт, Криворізька дирекція Придніпровської залізниці)
5 кіломе́тр — пасажирський залізничний зупинний пункт Криворізької дирекції Придніпровської залізниці.
Розташований біля західної околиці міста П'ятихатки, П'ятихатський район, Дніпропетровської області на лінії П'ятихатки — Савро між станціями Жовті Води I (3 км) та П'ятихатки (5 км).
Станом на лютий 2020 року щодня п'ять пар електропоїздів Тимкове/Кривий Ріг-Головний/Тимкове — П'ятихатки, проте не зупиняються.